# Vízállás

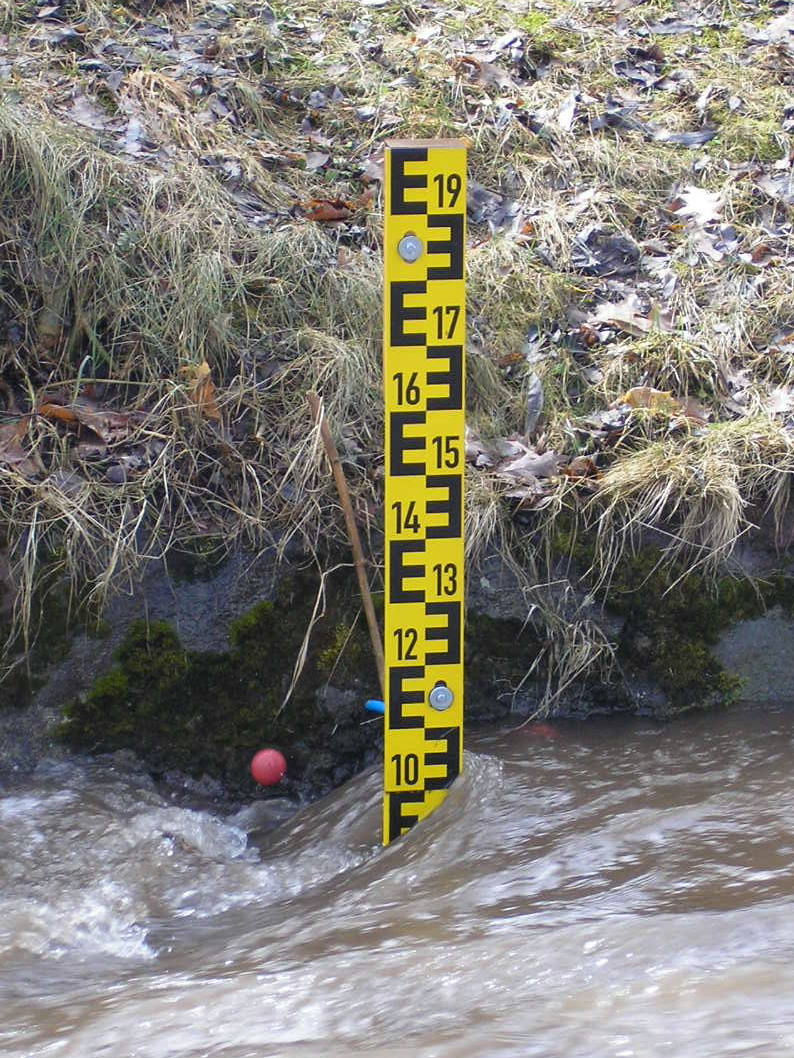
Vízmérce egy patakban

A vízállás a föld felszínén levő állóvizek (tavak) és vízfolyások (patakok, folyók, folyamok, tengerek) vízmagassága, amelynek mérésére a vízmérce szolgál. A vízmércén az adott felszíni víz áradását és apadását – a vízjárását – lehet nyomon követni.
A vízmércén leolvasott magasság érték az adott felszíni víz relatív magassága egy meghatározott „nulla” értékhez viszonyítva.

## A vízmérce „0” pontja

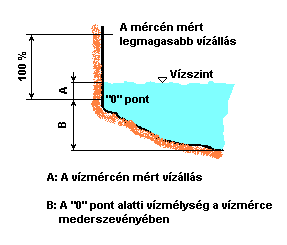
Vízmérce

A vízmérce „0” pontját valamikor a történelem során az addig mért legkisebb vízálláshoz határozták meg, és ehhez viszonyítva centiméterben adták meg. A „0” pont meghatározása után azonban a folyómeder jelentősen átalakulhat, például a meder kotrása miatti mélyülés következik be, aminek következménye, hogy a korábban, történelmileg meghatározott „0” pont alatt is előfordulhatnak vízállások.
Elvi lehetőség a „0” pont újbóli megállapítása a meder aktuális legmélyebb pontjához, ami után a korábbi, általában évtizedek alatt felhalmozódott adatokat át kellene számolni, ami idő- és költségigényes eljárás lenne. Ezért ezt nem alkalmazzák. 
A gyakorlatban a vízmércék „0” pontját „rögzítik”, azaz nem változtatnak rajta akkor sem, ha a meder mélysége az idők során feljebb vagy lejjebb kerül.
Magyarországon a vízmércék „0” pontját a Tiszán az 1842. évi, a Dunán az 1834. évi, a Rábán az 1875. évi kisvízszint magasságához adták meg.
A módosítások elkerülésnek érdekében vezették be a „0" pont alatti vízállásokhoz a negatív előjelet.
Az adott vízmérce „0" pontját a tengerszint feletti magasság értékével is rögzítik.
A Duna 1646.500 folyamkilométerénél, Budapesten a balparti Vigadó térnél elhelyezett vízmérce „0” pontja 94,970 mBf, vagyis a nullpontnak ennyi a Balti-tenger (kronstadti) közepes vízszintjéhez viszonyított tengerszint feletti magassága. Ez méterben van, de a félreértések elkerülése érdekében minden esetben az „mBf” jelölést kell alkalmazni, ha a Balti feletti vízállásról van szó (szó szerint: „méter Balti felett”). A Tisza szolnoki vízmércéjének magasságértéke 78,750 mBf.
A Balatonnál, Siófokon elhelyezett vízmércéjének „0” pontja 103,411 mBf, a Velencei-tó agárdi vízmércéjének „0” pontja 102,620 mBf-en van.
A vízjárásához tartozik még a mederkitöltési tényező nevű adat. A vízmércén mért legnagyobb vízállás mederkitöltési tényezője 100%. A legkisebb mért vízszinthez tartozik a 0%.

## A vízmérce használata
A mechanikus vízmérce egy relatív skála, hagyományosan 2 centiméterenkénti beosztással.
Az adott napra a napi vízállás értékét úgy számítják ki, hogy a reggel 7:00-kor, illetve az este 19:00-kor mért értékeket átlagolják.

## A különböző vízállások elnevezései
A vízállások elnevezése a mederkitöltési tényező figyelembe vételével a következő:
- 0 – 20%	igen alacsony
- 21 – 40%	alacsony
- 41 – 60%	közepes
- 61 – 80%	magas
- 81 – 100%	igen magas

## A vízállás mérésének története

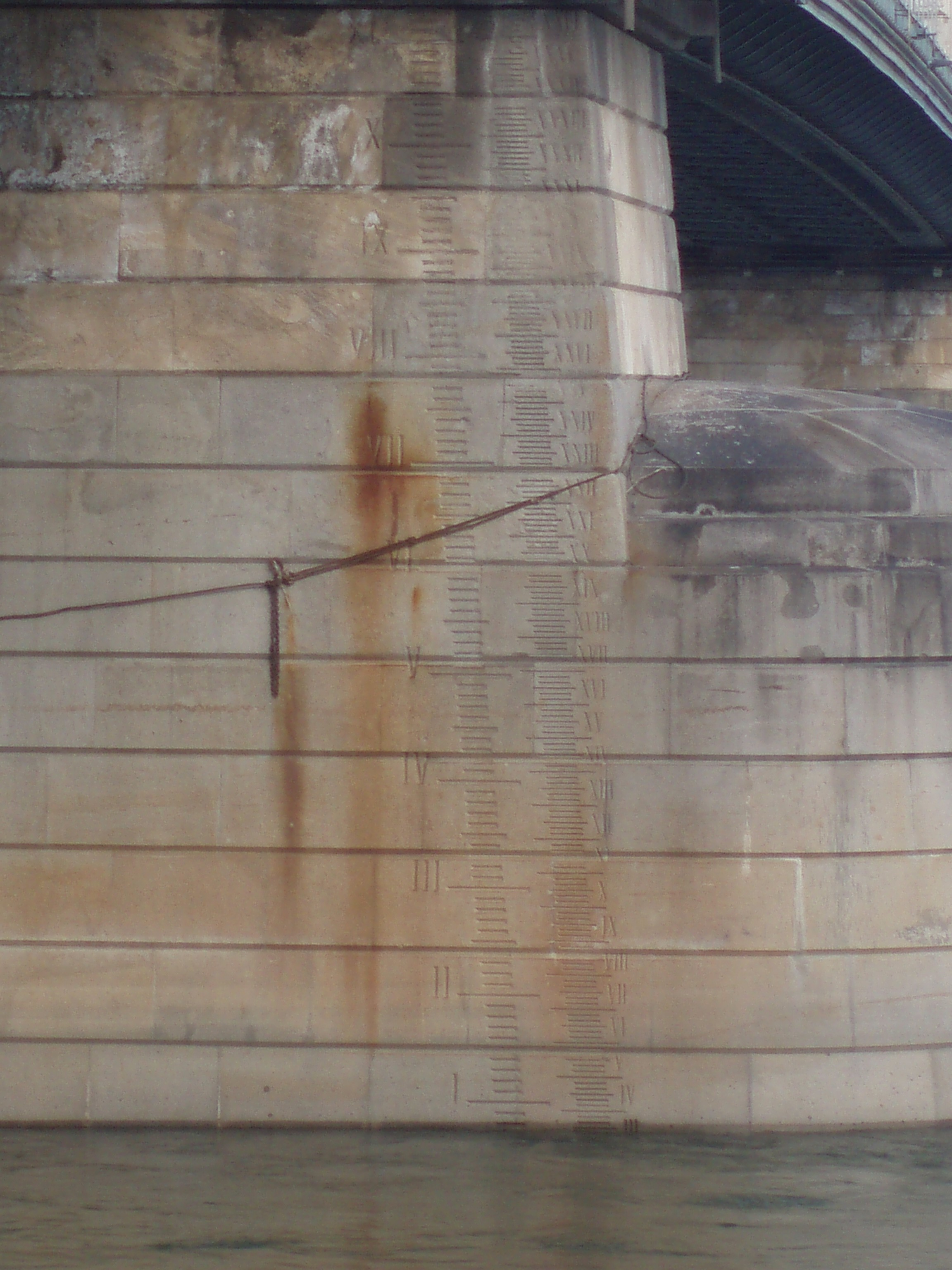
Vízmérce a Lánchíd budai pillérének lábán

Hazánkban az első vízmércéket a 18. században állították fel. A vízállások feljegyzését a Dunán már 1823-ban Pozsonyban és Budán, 1830-ban Komáromban kezdték el. A Tisza első mércéjét Szegeden állították fel 1833-ban. A 19. század közepén Magyarországon már 57 vízmérce szolgáltatta az adatokat. Ma már több mint 300 mérőhely szolgálat adatokat a hazai vízállásokról, de ennél sűrűbb a hálózat, mert ide lehet sorolni az árvízi és üzemi vízmércéket is.

## A vízállásjelentés
A 2007-es struktúraváltásig minden nap 13:45-kor a Magyar Rádió Petőfi adóján vízállásjelentést sugároztak, amely a következő adatokra terjedt ki:
1. a vízállás cm-ben és %-ban,
2. a víz hőmérséklete,
3. a vízfolyás tendenciája,
4. a hajózásra vonatkozó adatok.

Ha eléri a legnagyobb addigi értéket a vízállás, akkor az száz százalék. Ha meghaladja, akkor lehet 110 százalék is, de legközelebb ugyanez már a száz százalék lesz.
Ezért a vízállás cm-ben egy állandó érték, míg százalékban dinamikusan változik.
2012. június 5-én az Országos Vízjelző Szolgálat megszüntette a vízállásjelentés közlését.
2018. április 16-tól a Kossuth Rádióban a 14 órás hírek után ismét beolvassák a vízállásjelentést.

## Külső hivatkozások
- Országos Vízügyi Információs Szolgálat
- Hydroinfo
- Egy vízmérceház története. Duna Múzeum (vizmerce.blog.hu), 2016. június 28.